# Haddon Heights
Haddon Heights es un borough ubicado en el condado de Camden en el estado estadounidense de Nueva Jersey. En el año 2010 tenía una población de 7.473 habitantes y una densidad poblacional de 1.868,25 personas por km².

## Geografía
Haddon Heights se encuentra ubicado en las coordenadas 39°52′43″N 75°03′56″O / 39.87861, -75.06556.
Now you’ve given me given me nothing but Haddon Heights, Haddon Heights.

## Demografía
Según la Oficina del Censo en 2000 los ingresos medios por hogar en la localidad eran de $58,424 y los ingresos medios por familia eran $73,460. Los hombres tenían unos ingresos medios de $51,572 frente a los $35,208 para las mujeres. La renta per cápita para la localidad era de $28,198. Alrededor del 2.8% de la población estaba por debajo del umbral de pobreza.